# Masterclass (film)
Masterclass is een Nederlandse film uit 2005, geschreven en geregisseerd door Hans Teeuwen. De film is het regiedebuut van Teeuwen.
De film is opgedragen aan regisseur en goede vriend van Teeuwen Theo van Gogh.
De televisiefilm was een onderdeel van de VPRO-serie Nieuwe Lola's, waar beginnende regisseurs en scenaristen de kans krijgen hun films te vertonen.

## Verhaal
De film is in een documentairestijl gefilmd en laat zien hoe theatergoeroe Peer (Peer Mascini) door een enthousiaste ex-leerling (Pierre Bokma) wordt overgehaald om nog een keer een masterclass te leiden op de Academie voor Drama in Eindhoven. Pierre wil zijn grote meester graag in een documentaire vastleggen. De film wordt afgewisseld met beelden van oud-leerlingen die vertellen hoe zij de lessen van Peer hebben ervaren.
Hoewel een masterclass van Peer acht jaar geleden uit de hand gelopen is — een leerling nam de opdracht om zijn persoonlijkheid af te pellen letterlijk en krabde de huid van zijn lichaam — blijft Pierre bij zijn plan.
Peer loopt tijdens de les een aantal keer weg en laat op een gegeven moment zijn studenten weer allerlei vernederende oefeningen doen. Op een gegeven moment vindt Pierre het genoeg en breekt de masterclass af. Peer draait door en loopt in zijn onderbroek naar buiten. Pierre gaat hem achterna en weet hem in een parkeergarage weer te kalmeren en brengt hem naar huis. In de slotscène is te zien is hoe ze samen met ontbloot bovenlijf dansen.

## Studenten
Zes studenten van de Fontys-dramaopleiding kregen in 2004 te horen dat ze een masterclass konden volgen van Peer Mascini, maar zonder het te weten kregen ze een rol in de film van Hans Teeuwen.
De onwetende leerlingen voerden de meest belachelijke opdrachten uit. Nadat ze te horen kregen dat het allemaal nep was en bedoeld voor een film van Teeuwen, kwamen ze allemaal terug en bedachten zelf nog een aantal extra scènes. De film bestaat uit een montage van beelden waarin de studenten wel en niet op de hoogte waren van de fictieve masterclass.

## Rolverdeling
- Peer Mascini - Peer
- Pierre Bokma - Pierre
- Sacha Bulthuis - vrouw
- Ellen Vogel - actrice 1
- Halina Reijn - actrice 2
- Monic Hendrickx - actrice 3
- Annet Nieuwenhuijzen - actrice 4
- Cas Enklaar - acteur 1
- Gijs Scholten van Aschat - acteur 2
- Kees Hulst - acteur 3
- Martijn Bouwman - docent
- Rogier Schippers - man benzinepomp
- Gummbah - man die op laken appeltje schilt op begraafplaats

Studenten:
- Barbara Knapper
- Charlotte de Moel
- Jeroen de Graaf
- Peerke Malschaert
- Robrecht Vanden Thoren
- Martijn Crins

## Medewerkers
- Scenario en regie: Hans Teeuwen
- Producent: Gijs van Westelaken
- Camera: Alex de Waal, Bert Haltsma, Menke Visser, Jaap Veldhoen
- Geluid: Leo Franssen, David Carmiggelt